# Miras
Miras és un poble i un antic municipi del comtat de Korçë, al sud-est d'Albània. Amb la reforma del govern local de 2015 es va convertir en una subdivisió del municipi de Devoll. La població al cens de 2011 era de 6.577 habitants. La unitat municipal està formada pels pobles Miras, Vidohovë, Arrëz, Çetë, Qytezë, Sinicë, Nikolicë, Menkulas, Ponçarë, Braçanj, Koshnicë, Dobranj, Fitore, Ziçisht, Gjyres i Sul.